# Vampyrodes caraccioli
Vampyrodes caraccioli é uma espécie de morcego da família Phyllostomidae. Pode ser encontrada na América Central e América do Sul. É um frugívoro e uma das duas espécies do gênero Vampyrodes, sendo a outra Vampyrodes major.

## Taxonomia
Integra a subfamília Stenodermatinae no âmbito da família Phyllostomidae. Existem duas espécies atualmente reconhecidas no gênero de Vampyrodes: Vampyrodes caraccioli e Vampyrodes major. Sua classificação tem sido controversa por muitos anos, originalmente considerado monotípico. Vampyrodes major foi classificado pela primeira vez como uma subespécie de Vampyrodes caraccioli, mas agora é reconhecido como sua própria espécie devido à recente análise morfológica e molecular das duas espécies.

## Descrição
É um morcego frugívoro de tamanho médio a grande, com peso médio entre 25.2–34 g (0.89–1.20 oz) para um adulto totalmente crescido e tendo um comprimento médio do antebraço entre 46.8–57.3 mm (1.84–2.26 in). Também é caracterizado pelas listras brancas brilhantes que riscam as laterais de seu rosto. Também possui uma folha nasal distinta, que é altamente desenvolvida e é mais longa do que larga.

## Comportamento e alimentação
Sendo frugívoros noturnos, empoleiram-se em folhagens durante o dia e começam a buscar frutas para consumir à noite. Raramente descansam no mesmo poleiro em dias consecutivos e observou-se que as fêmeas empoleiram-see em grupos de até 4 membros, enquanto os machos empoleiram-se por conta própria durante o dia. Tendem a criar seus poleiros diurnos nas folhas das palmeiras, galhos e folhagens. Muito parecido com outros membros da subfamília Stenodermatinae, a fêmea dá à luz apenas um filhote.

## Distribuição e habitat
Sua distribuição  é vasta devido à capacidade da espécie de se adaptar a uma ampla variedade de habitats diferentes. Pode ser encontrada em uma variedade de países na América do Sul a leste dos Andes. Ocorre no leste da Colômbia, leste do Equador, Peru, norte da Bolívia, Venezuela, Trinidad e Tobago, Guiana Francesa, Guiana, Suriname e norte e sudeste do Brasil.
São morcegos frugívoros que se alimentam de uma variedade de plantas frutíferas diferentes, mas principalmente figos. Selecionam um fruto apropriado de uma árvore e o transportam para um poleiro, que difere dos poleiros onde descansam durante o dia, e que normalmente fica a menos de 100 metros de distância da árvore frutífera.

## Predação
São predados por vertebrados maiores como coruja e gambás, que empregam táticas de emboscada. Como normalmente se alimentam durante noites claras de luar, são mais vulneráveis à predação.

## Conservação
De acordo com a União Internacional para a Conservação da Natureza (IUCN), é uma espécie pouco preocupante. Tal classificação foi aferida diante de se tratar de uma espécie muito tolerante a uma grande variedade de habitats diferentes e está amplamente disperso na América Central e do Sul. Embora a população da espécie possa estar diminuindo, é provável que não a uma taxa que a inclua na categoria de ameaças. Embora seja uma espécie muito adaptável, se torna menos comum em latitudes mais baixas.